# موریس گوفله
موریس گوفله (فرانسوی: Maurice Gufflet‎; ۱۵ اوت ۱۸۶۳ – ۲۲ آوریل ۱۹۱۵) قایقران قایق بادبانی اهل فرانسه بود.